# NGC 983
NGC 983 = NGC 1002 ist eine spiralförmige Radiogalaxie vom Hubble-Typ SBb im Sternbild Triangulum am Nordsternhimmel. Sie ist schätzungsweise 216 Millionen Lichtjahre von der Milchstraße entfernt und hat einen Durchmesser von etwa 75.000 Lichtjahren. Vom Sonnensystem aus entfernt sich die Galaxie mit einer errechneten Radialgeschwindigkeit von näherungsweise 4.700 Kilometern pro Sekunde.
Das Objekt wurde am 13. Dezember 1871 von Edouard Stephan entdeckt.

## Galaktisches Umfeld
| Nr. | Galaxie          | Alternativname            | Rek          | Dek          | Distanz/asec |
| --- | ---------------- | ------------------------- | ------------ | ------------ | ------------ |
| →   | NGC 983/NGC 1002 | LEDA/PGC 10034            | 02h38m55.64s | +34d37m20.2s | 0            |
| 1   | LEDA/PGC 213053  | WISEA J023843.45+343739.6 | 02h38m43.49s | +34d37m42.1s | 153.63       |
| 2   | LEDA/PGC 2052243 | 2MASX J02391479+3438130   | 02h39m14.80s | +34d38m12.7s | 241.43       |
| 3   | LEDA/PGC 2050950 | 2MASX J02392678+3433150   | 02h39m26.78s | +34d33m14.7s | 455.30       |
| 4   | LEDA/PGC 2051222 | 2MASX J02375584+3434144   | 02h37m55.85s | +34d34m13.9s | 760.68       |
| 5   | LEDA/PGC 2055842 | 2MASX J02385306+3452091   | 02h38m53.08s | +34d52m09.5s | 890.37       |